# Louis Sclavis

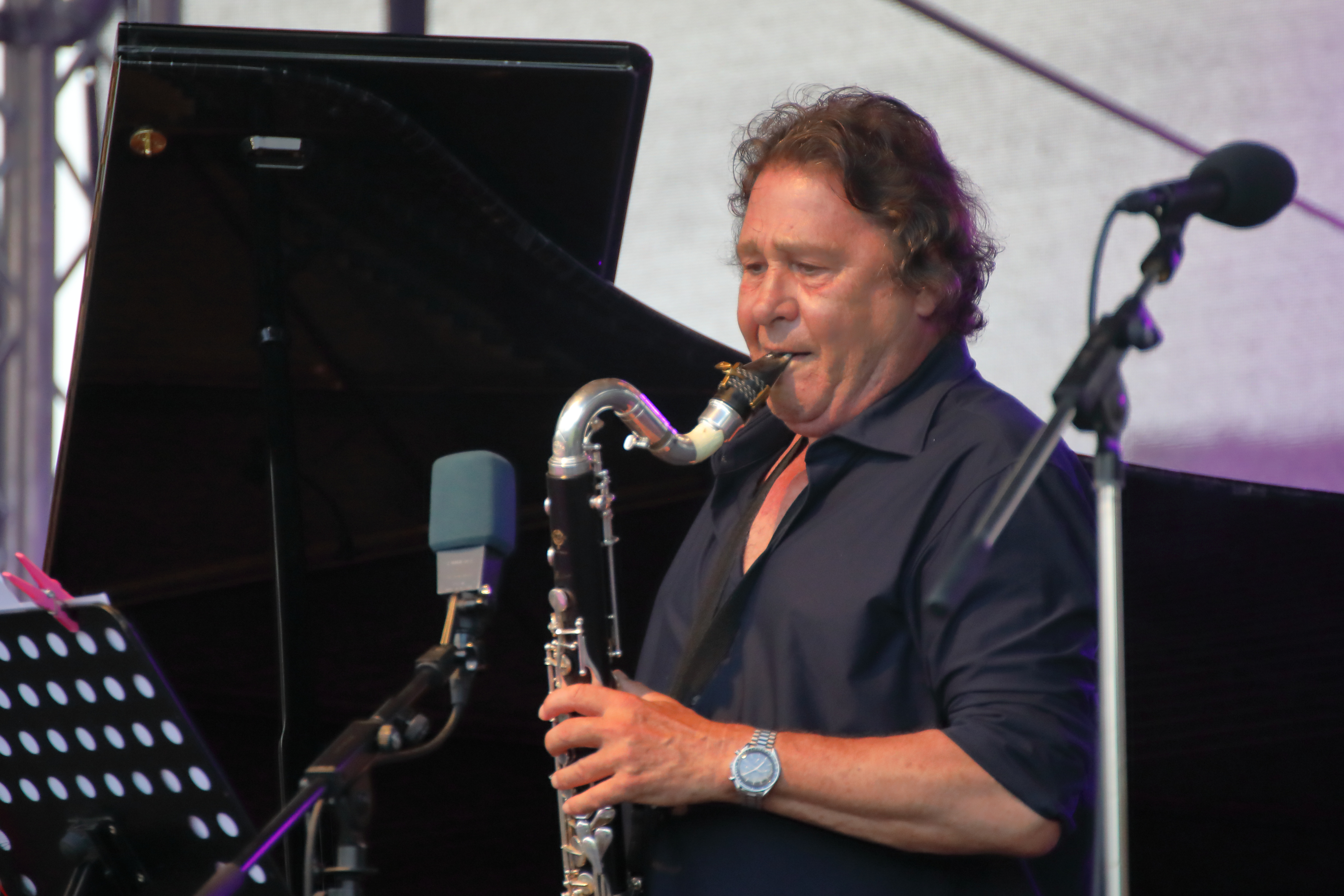
Louis Sclavis auf dem INNtöne Jazzfestival 2020

Louis Sclavis (* 2. Februar 1953 in Lyon, Frankreich) ist ein französischer  Klarinettist, Saxophonist, Komponist und Bandleader. Er wird allgemein als einer der wichtigen europäischen Instrumentalisten, insbesondere auf der Bassklarinette, betrachtet. Sclavis ist auch als Filmkomponist tätig.

## Leben und Wirken
Bereits im Alter von 9 Jahren nahm Louis Sclavis Klarinettenunterricht und spielte in einer örtlichen Blaskapelle, bevor er das Musikkonservatorium in Lyon absolvierte. Von 1975 bis 1988 schloss er sich dem Lyoner Musikerkollektiv Association à la Recherche d’un Folklore Imaginaire (ARFI) an und spielte mit so namhaften Gruppen der dortigen Szene wie Workshop de Lyon, Marvelous Band oder Marmite Infernale.
1982 gründete Louis Sclavis seine erste eigene Band mit dem Namen Le Tour de France, zusammengesetzt aus sechs Musikern aus ganz Frankreich. 1984 folgte sein erstes Soloalbum mit dem Titel Clarinets. Im selben Jahr begann er eine langjährige erfolgreiche Zusammenarbeit mit dem Kontrabassisten Bruno Chevillon in einem Quartett mit François Raulin und Christian Ville. Diese Formation machte sich in den folgenden Jahren einen Namen als gefragte Festivalband. Gleichzeitig spielte er mit Jacques Di Donato und Armand Angster im Trio des Clarinettes.

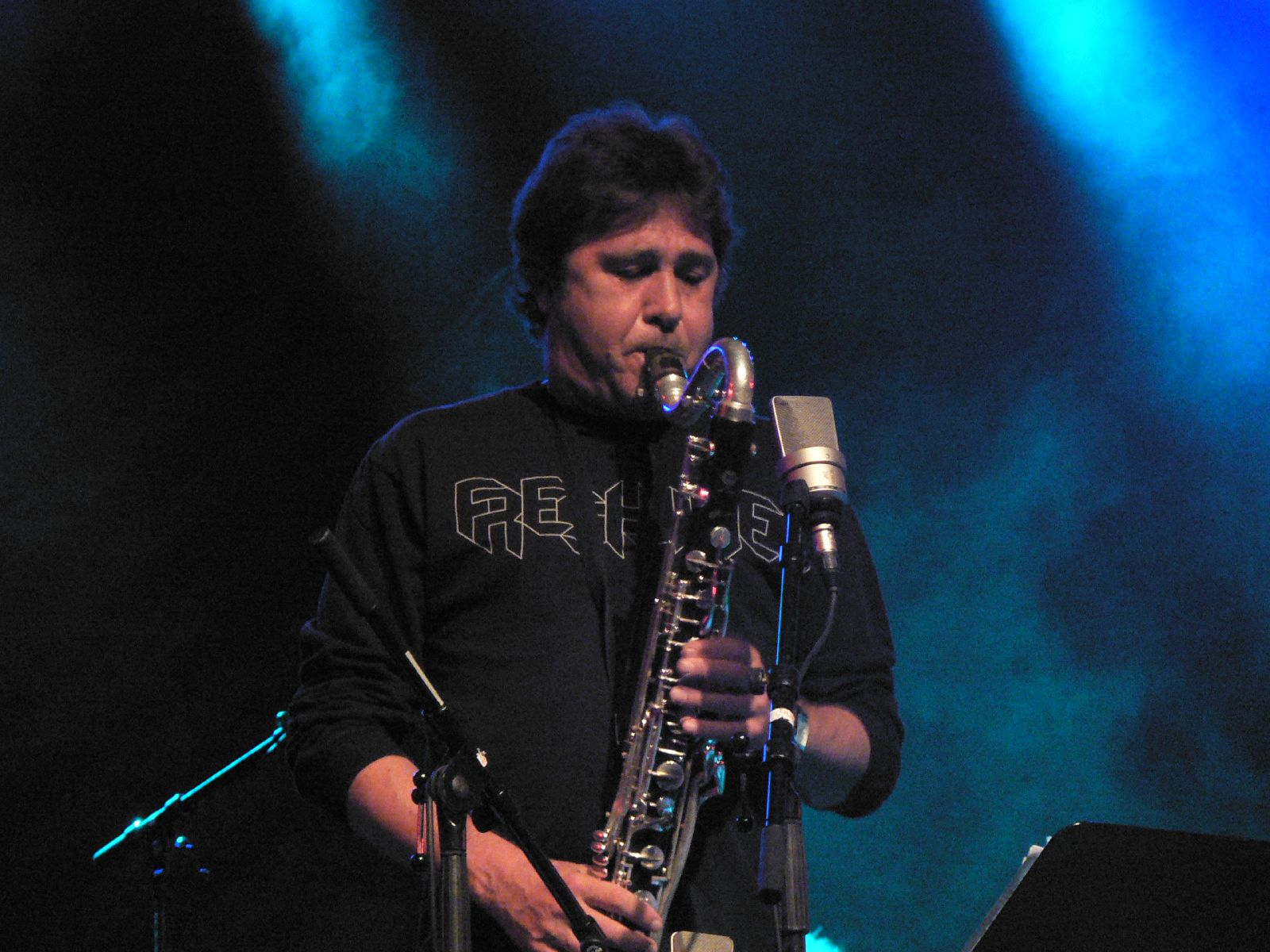
Louis Sclavis 2007

1987 gründete er das Louis Sclavis Septet, das ebenfalls auf zahlreichen Festivals auftrat, z. B. dem Grenoble Jazz Festival. Aus seinem Trio mit Bruno Chevillon und François Merville entstand sein Quintett, mit dem er mehrere Alben bei ECM Records vorlegte. Britische, deutsche und amerikanische Musiker der Improvisationszene gehörten von Beginn an zu Sclavis musikalischen Partnern. Die Zusammenarbeit mit Chris McGregor, Peter Brötzmann, Evan Parker, Conny Bauer, Heinz Becker, John Lindberg, Michiel Braam, Tony Oxley, Jean-Pierre Drouet, Bernard Struber, Andreas Willers oder Gabriele Hasler wurde auf diversen CD-Veröffentlichungen dokumentiert. Regelmäßig ließ er das erfolgreiche Carnet des Routes-Trio mit Henri Texier und Aldo Romano wieder aufleben, dessen Auftritte in Afrika von Guy Le Querrec für die Beihefte der CDs dokumentiert wurden. Das Album Silk and Salt Melodies, „aufgenommen von einem ungemein klangbewussten, sorgfältigen und virtuos groovenden Quartett“ (mit Benjamin Moussay, Gilles Coronado und Keyvan Chemirani) kam 2014 auf die Bestenliste beim Preis der deutschen Schallplattenkritik.
Louis Sclavis ist seit den 80er Jahren einer der aktiven Kristallisationspunkte der französischen Jazzszene, gemeinsam mit so namhaften Künstlern wie Bruno Chevillon, Marc Ducret, Michel Portal, Yves Robert, Michel Godard, Dominique Pifarély oder Jean-Louis Matinier. Aus Kunstmusik und Volksmusik schmiedet Sclavis nach dem ARFI-Konzept der „imaginären Folklore“ eine leicht eingängige Musik, die rhythmisch geschickt verpackt, sowohl eine beschwingte Heiterkeit als auch eine tiefe Melancholie umfasst. Für sein Album Les Cadences du Monde (2022) arbeitete er mit den Cellisten Bruno Ducret und Annabelle Luis und dem Perkussionisten Keyvan Chemirani zusammen.
Mit dem Pianisten Benjamin Moussay brachte er auf ECM Records am 13. September 2024 das Duo-Album Unfolding heraus, das sechs Kompositionen von Moussay und drei von ihm enthält. Auf dem französischen Label Yolk Records aus Nantes folgte 2025 das Album India, das ausschließlich Eigenkompositionen von Sclavis bringt und vom Louis Sclavis Quintet eingespielt wurde. Es ist eine Fortsetzung und Bezugnahme auf sein 1987er Album 'Chine'. Dem für 2025 aktuellen Quintet gehören an: Sarah Murcia – Kontrabass, Benjamin Moussay – Klavier, Christophe Lavergne – Schlagzeug, Olivier Laisney – Trompete, Louis Sclavis – Klarinette.

## Filmmusik
- 1999: Es beginnt heute (Ça commence aujourd'hui)
- 1999: Grands comme le monde
- 1999: Kadosh
- 2002: Leben tötet mich (Vivre me tue)
- 2006: Es lebe die Bombe! (Vive la bombe!)
- 2007: Der Tag, der alles veränderte (Après lui)
- 2008: Später wirst du es verstehen (Plus tard, tu comprendras)
- 2011: Unser Paradies (Notre paradis)
- 2024: Shikun

## Auszeichnungen
1988 erhielt Louis Sclavis den Prix Django Reinhardt, eine Auszeichnung, die alljährlich an den besten französischen Jazzmusiker verliehen wird. 1990 folgte der British Jazz Award, und 1996 erhielt er den Nationalen Musikpreis des französischen Kulturministeriums. Sein Album Ellington on the Air wurde 1993 als bestes französisches Jazzalbum mit dem Django d’Or bedacht. Sein Album Sources wurde 2012 in die Vierteljahres-Bestenliste des Preises der deutschen Schallplattenkritik aufgenommen.

## Zitate
„Es ist müßig zu erwähnen, dass Louis Sclavis’ Musik immer wieder dadurch besticht, dass sie keine amerikanischen Vorbilder kopiert und sich trotzdem eine Leichtigkeit bewahrt, die tief in dem Boden verwurzelt ist, in dem sie entsteht. Sclavis erfüllt alle Kriterien des Prädikats Jazz, und doch ist seine Musik nichts weniger als afroamerikanisch. … Der Klarinettist erreicht mit seiner Band ein Höchstmaß an motivierter Interaktion, die von gruppendienlichen Soli durchzogen wird. … Kein Solo findet nur um des Solos Willen statt, sondern alles hat einen vorbestimmten Platz im Ganzen.“

„Nirgends ist der Jazz lebendiger als an den Rändern. Von dort her erneuert er sich, und am Ende ist es gleichgültig, ob diese Musik am Ende noch so heissen wird – Hilfsbegriff war das Wort, das vielen seiner Protagonisten ein Unwort scheinen wollte, schon immer. Louis Sclavis ist dafür das jubelndste Beispiel.“